# Verwaltungsgemeinschaft Oschersleben
In de voormalige Verwaltungsgemeinschaft Oschersleben, gelegen in het district Börde, werkten bij de opheffing twee gemeenten gezamenlijk aan de afwikkeling van hun gemeentelijke taken.

## Deelnemende gemeenten
- Hadmersleben
- Oschersleben

## Geschiedenis
De Verwaltungsgemeinschaft werd in 1994 opgericht.
Op 1 september 2010 werd Hadmersleben geannexeerd door Oschersleben. De Verwaltungsgemeinschaft Oschersleben (Bode) werd daarbij opgeheven.